# Airasca
Airasca es una comuna italiana de la Ciudad metropolitana de Turín, región de Piamonte.

## Evolución demográfica
| Gráfica de evolución demográfica de Airasca entre 1861 y 2001 |
|                                                               |
| fuente ISTAT - elaboración gráfica por Wikipedia              |